# Lu Brandali
Der Fundplatz Lu Brandali liegt im Ortsteil Santa Reparata, im Südwesten von Santa Teresa Gallura in der Provinz Nord-Est Sardegna auf Sardinien. Er besteht aus einem Gigantengrab, einem Protonuraghen mit den Resten einer äußeren Mauer mit zwei Türmen und einer separaten runden Anlage (italienisch capanna) im äußersten Süden und der, aus sieben Strukturen bestehenden Nuraghensiedlung. Die 321 bekannten Gigantengräber sind größtenteils Monumente der bronzezeitlichen Bonnanaro-Kultur (2.200–1.600 v. Chr.), die Vorläuferkultur der Nuraghenkultur ist.

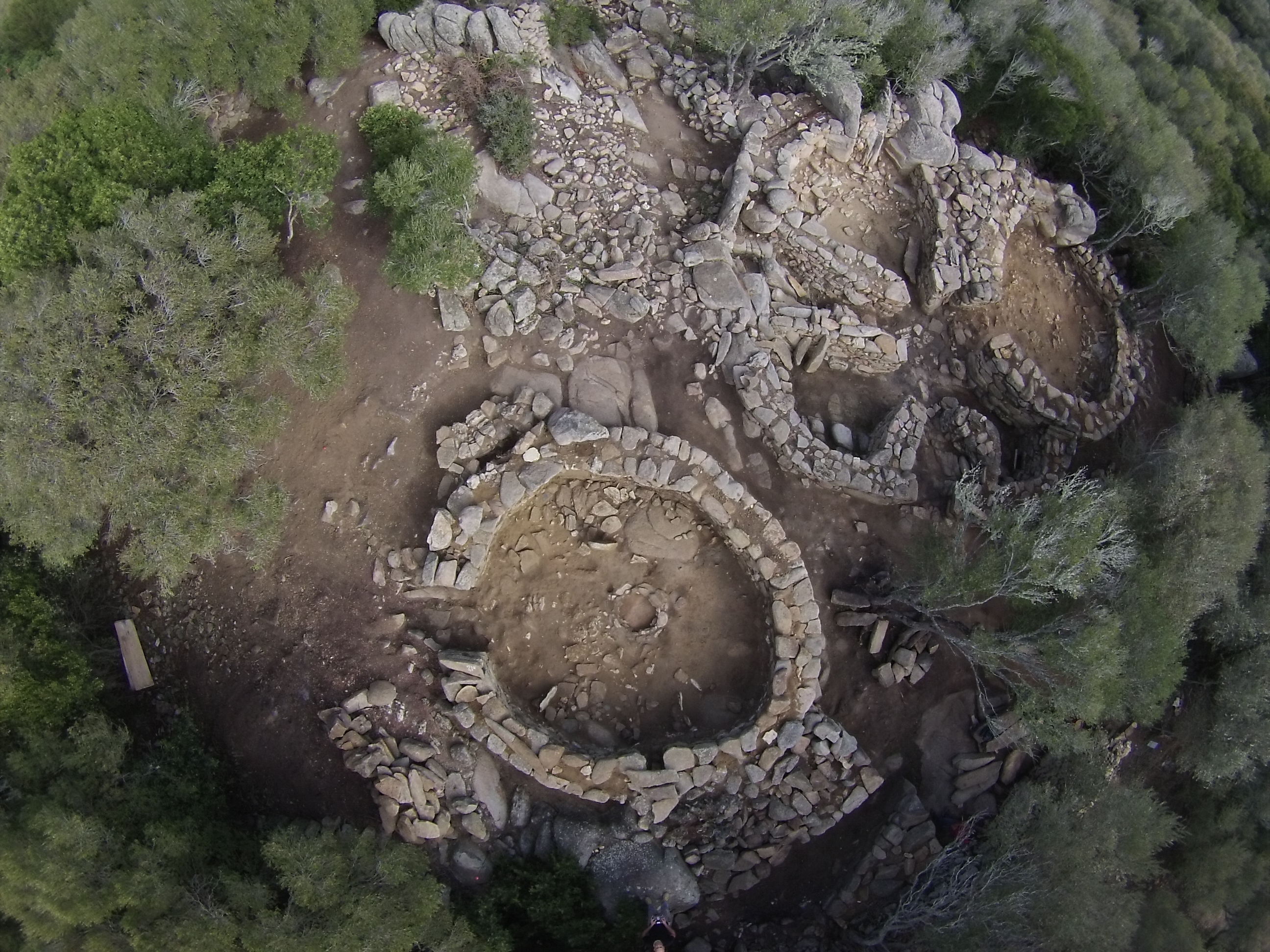
Rundhütten – Capanna von Lu Brandali

## Die Siedlung
Außerhalb der befestigten Anlage um den Protonuraghen befinden sich die zumeist runden Hüttenreste der Nuraghensiedlung. Dazu gehören zahlreiche Tafoni und Felsspalten, die als Räume dienten. Wegen ihrer geringen Größe ungeeignete Tafoni wurden (wie auf Korsika) als Gräber genutzt. Bei den Hütten handelt es sich um doppelwandige mit Lehm stabilisierte Mauern, die zwischen Felsformationen liegen, darauf aufbauen oder diese wie korsische Torren integrierten. Im Inneren besteht der Boden aus Stampflehm, mit ausragenden Felsbänken, auf die sich die Gebäude stützen. Große Räume sind von kleineren begleitet, die besondere Funktionen hatten. In einem Raum sind die Spuren der Herstellung von Keramik erkennbar.

## Funde
Die Ausgrabung brachte Töpfe und Kochflächen für die Zubereitung von Speisen, Gefäße für Milch, Zubehör aus Terrakotta, gelöcherte Stützen für Spieße neben der Feuerstelle zutage. Dazu gehören auch die Knochen von Schafen, Ziegen und Vögeln zusammen mit Muschelresten und Fischgräten.
Das Gigantengrab ist bis auf die Grundmauern abgetragen. Die Protonuraghe ist schwer beschädigt.

## Zeitstellung
Aufgrund der gefundenen Materialien lässt sich die Siedlung zwischen dem 14. und dem 10. Jahrhundert v. Chr. datieren.